# Myrioblephara boarmioides
Myrioblephara boarmioides är en fjärilsart som beskrevs av Rothschild 1915. Myrioblephara boarmioides ingår i släktet Myrioblephara och familjen mätare. Inga underarter finns listade i Catalogue of Life.